# 주말 이야기쇼
주말 이야기쇼는 대한민국의 방송국 기독교방송의 라디오 채널 CBS 표준FM에서 토요일 오전 7시 15분 ~ 오전 8시 50분에 방송하는 라디오 프로그램이다.
2015년 9월 14일 CBS 가을개편으로 종전 이 시간대에 방송됐던 주말 뉴스쇼가 폐지되고 새롭게 신설된 프로그램이다.
1부와 2부로 구성되어 있으며 1부와 2부 각각 다루는 이야기가 다르다. 각각에 해당하는 분야의 전문가들이 출연하여 이야기를 하는 토크쇼 프로그램으로 1부는 영화관련 토크, 2부는 사람과 삶 등을 주제로 한 토크로 구성되었다.

## 구성
- 1부 : 수상한 이인조

영화 애호가와 시네마 프로그래머가 출연하여 영화속 수상한 2인 1조들의 이야기를 진행한다.

패널 : 영화애호가 김세윤, 서울아트시네마 프로그래머 김숙현
- 2부 : 세 남자와 이야기 바구니

동양사학자, 자연사 박물관장, 참여연대 협동사무처장이 출연하여 평범한 사람의 비범한 생각, 영웅적인 행위들, 큰 마음 ,용기, 위대함, 강인함에 대해 역사, 자연, 삶 전 장르에 걸친 이야기를 진행한다.

패널 : 서대문자연사박물관 이정모 관장, 동양사학자 공원국, 참여연대 안진걸 협동사무처장

## 같이 보기
- CBS 표준FM

| CBS 표준FM               |                          |                          |
| 이전                     | 주말 이야기쇼            | 다음                     |
| CBS 아침종합뉴스         | 주말 이야기쇼            | 그대 창가에 이한철입니다 |
| 오전 7시 ~ 오전 7시 15분 | 오전 7시 15분 ~ 오전 9시 | 오전 9시 5분 ~ 오전 11시 |
|                          |                          | 정시 CBS 노컷뉴스        |

| 부산CBS 표준FM           |                          |                          |
| 이전                     | 주말 이야기쇼            | 다음                     |
| CBS 아침종합뉴스         | 주말 이야기쇼            | 그대 창가에 이한철입니다 |
| 오전 7시 ~ 오전 7시 15분 | 오전 7시 15분 ~ 오전 9시 | 오전 9시 5분 ~ 오전 11시 |
|                          |                          | 정시 CBS 노컷뉴스        |

| 경남CBS 표준FM           |                          |                          |
| 이전                     | 주말 이야기쇼            | 다음                     |
| CBS 아침종합뉴스         | 주말 이야기쇼            | 그대 창가에 이한철입니다 |
| 오전 7시 ~ 오전 7시 15분 | 오전 7시 15분 ~ 오전 9시 | 오전 9시 5분 ~ 오전 11시 |
|                          |                          | 정시 CBS 노컷뉴스        |